# XVIII legislatura de la República Italiana
La XVIII Legislatura de la República Italiana comenzó el 23 de marzo de 2018 con la primera sesión de la Cámara y del Senado, cuyas composiciones fueron determinadas por los resultados de las elecciones parlamentarias del 4 de marzo de 2018, anunciadas después de la disolución de las cámaras por el presidente de la República Sergio Mattarella el 28 de diciembre de 2017. Su término natural está previsto para marzo de 2023
Es la Legislatura con la edad promedio más baja: en la Cámara 44,33 años y en el Senado 52,12 años.
El parlamentario de mayor edad es el senador vitalicio Giorgio Napolitano, de 93 años al principio.mientras que el parlamentario electo de mayor edad es el senador Alfredo Messina   Desde los 83 años en el momento de la elección, elegido en las listas de Forza Italia. El MP más joven es la diputada Angela Raffa, de 25 años en el momento de la elección, elegida de las listas por el Movimiento 5 Estrellas.  El senador más joven es Francesco Laforgia, de 40 a Momento de la elección, elegido en las listas Libres e Iguales!  4, mientras que el mayor diputado es Eugenio Sangregorio, de 79 años en el momento de la elección electo en el circunscripción extranjera en las listas de la USEI.
Al comienzo de esta legislatura, solo 314 senadores fueron elegidos en el Senado y no 315: en el Distrito de Sicilia se asignó un escaño menos de lo esperado, ya que el Movimiento 5 Estrellas eligió a todos sus candidatos en Sicilia y, por lo tanto, no existía. cualquier candidato que pueda ocupar el lugar de Nunzia Catalfo, elegido tanto en proporción como en mayoría;  mientras que para la Cámara la ley electoral prevé esta posibilidad y, de ser necesario, asigna los escaños sobrantes en otras circunscripciones, para el Senado esta posibilidad no está permitida ya que, según la Constitución, es electo regional.  El número total de senadores, sumando los 6 senadores vitalicios (uno por derecho como expresidente de la República y cinco nominados presidenciales) presentes al inicio de la legislatura, pasa a 320. En la sesión núm.  140 de 31 de julio de 2019, el Senado decidió, confirmando la decisión de la junta electoral y de inmunidades parlamentarias, asignar el escaño vacante a Emma Pavanelli (la primera de los no elegidos en Umbría para el M5S): el número total de senadores electos por lo tanto sube de 314 a 315, o de 320 a 321 incluyendo los 6 senadores vitalicios.
Tras el resultado positivo del referéndum constitucional de 2020, es la última legislatura en contar con 630 diputados y 315 senadores, que, a partir de la decimonovena legislatura, pasarán a ser 400 y 200 respectivamente.